# Droits fondamentaux en Suisse

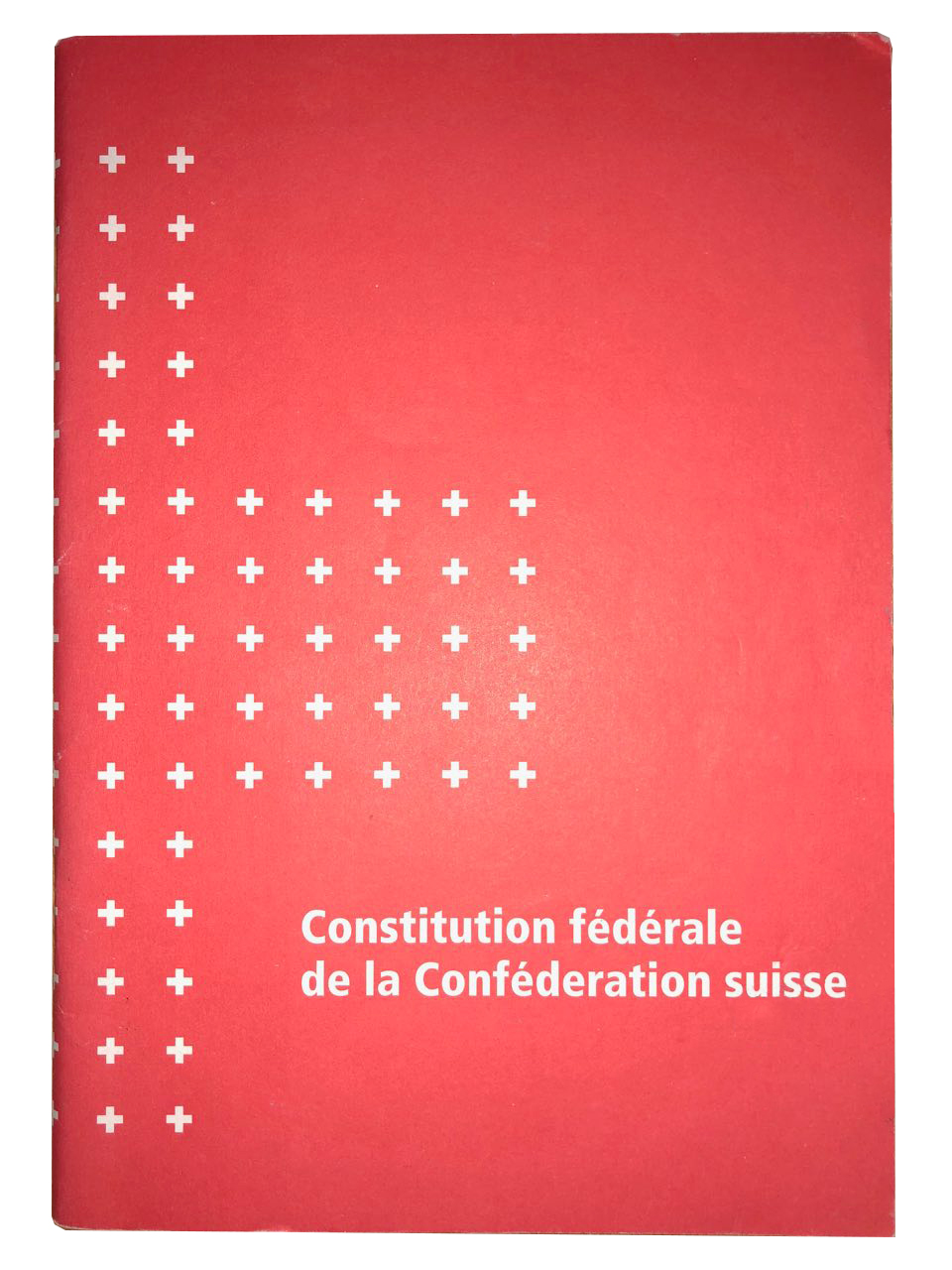
La Constitution fédérale de 1999 liste et protège les droits fondamentaux.

Les droits fondamentaux en Suisse sont protégés principalement par la Constitution fédérale. Il existe également des compléments dans les traités internationaux, les constitutions des cantons et la jurisprudence.
Le respect des droits fondamentaux est un principe essentiel de toute action étatique. Les droits fondamentaux doivent être réalisés dans l'ensemble de l’ordre juridique. La restriction d'un de ces droits doit obéir à des conditions particulières. 

## Histoire
L'adoption de la Déclaration universelle des droits de l'homme en 1948, juridiquement non contraignante, a été suivie de traités internationaux contraignants, tels que le Pacte international relatif aux droits civils et politiques et le Pacte international relatif aux droits économiques, sociaux et culturels (traités de 1966, approuvés par l'Assemblée fédérale en 1991).
En 1970, le Tribunal fédéral a élevé la liberté de réunion comme principe de droit fédéral non écrit,.
Lors de la votation du 18 avril 1999, le peuple a accepté la nouvelle Constitution fédérale. Elle est entrée en vigueur en 2000, avec un catalogue assez complet de droits fondamentaux.
Une initiative parlementaire visant à introduire dans la Constitution fédérale le droit à l'intégrité numérique qui est un droit émergent pour protéger la vie numérique des personnes est déposée  le 29 septembre 2022 par Samuel Bendahan.

## Catalogue
Dans son chapitre « Droits fondamentaux », la Constitution fédérale liste les droits suivants :
- Article 7 : dignité humaine ;
- Article 8 : égalité ;
- Article 9 : protection contre l'arbitraire et protection de la bonne foi ;
- Article 10 : droit à la vie et liberté personnelle ;
- Article 11 : protection des enfants et des jeunes ;
- Article 12 : droit d'obtenir de l'aide dans des situations de détresse ;
- Article 13 : protection de la sphère privée ;
- Article 14 : droit au mariage et à la famille ;
- Article 15 : liberté de conscience et de croyance ;
- Article 16 : libertés d'opinion et d'information ;
- Article 17 : liberté des médias ;
- Article 18 : liberté de la langue ;
- Article 19 : droit à un enseignement de base ;
- Article 20 : liberté de la science ;
- Article 21 : liberté de l'art ;
- Article 22 : liberté de réunion ;
- Article 23 : liberté d'association ;
- Article 24 : liberté d'établissement ;
- Article 25 : protection contre l'expulsion, l'extradition et le refoulement ;
- Article 26 : garantie de la propriété ;
- Article 27 : liberté économique ;
- Article 28 : liberté syndicale ;
- Article 29 : garanties générales de procédure ;
- Article 29a : garantie de l'accès au juge ;
- Article 30 : garanties de procédure judiciaire ;
- Article 31 : privation de liberté ;
- Article 32 : procédure pénale ;
- Article 33 : droit de pétition ;
- Article 35 : réalisation des droits fondamentaux ;
- Article 36 : restriction des droits fondamentaux.

Le droit de manifestation découle de la liberté d'expression et de la liberté de réunion. Certaines constitutions cantonales prévoient explicitement une liberté de manifestation (notamment les cantons de Berne, Fribourg, Neuchâtel, Valais et Vaud).

## Restrictions
La restriction d'un droit fondamental doit obéir aux conditions de l'article 36 de la Constitution fédérale : existence d'une base légale suffisante, poursuite d'un intérêt public prépondérant et respect du principe de proportionnalité,, ce dernier comprenant l'aptitude, la nécessité et l'exigibilité raisonnable (proportionnalité au sens strict).

### Casuistique
En 2017, des membres d'une association distribuant des tracts ont été amendés pour manifestation non autorisée ; après recours, les amendes ont été annulées,. Cependant, la ville de Lausanne maintenait que cela dépend des circonstances et peut nécessiter une autorisation. L'association a fait recours au Tribunal cantonal vaudois, qui a reconnu en 2019 que « la distribution de tracts [à but idéal] sur le domaine public, sur une base individuelle et sans installation particulière, constitue un simple usage commun, qui ne nécessite pas d’autorisation »,.

### Bases légales
- Pacte international relatif aux droits civils et politiques du 16 décembre 1966 (état le 28 mai 2019), RS 0.103.2.
- Pacte international relatif aux droits économiques, sociaux et culturels du 16 décembre 1966 (état le 28 mai 2019), RS 0.103.1.
- Convention de sauvegarde des droits de l’homme et des libertés fondamentales (CEDH) du 4 novembre 1950 (état le 23 février 2012), RS 0.101.
- Constitution fédérale de la Confédération suisse (Cst.) du 18 avril 1999 (état le 1er janvier 2020), RS 101.
- Constitutions cantonales